# Marfivka, Dolînska
Marfivka (în ucraineană Марфівка) este un sat în comuna Bohdanivka din raionul Dolînska, regiunea Kirovohrad, Ucraina.

## Demografie
Componența lingvistică a localității Marfivka
     Ucraineană (96,34%)
     Rusă (3,38%)
     Alte limbi (0,28%)
Conform recensământului din 2001, majoritatea populației localității Marfivka era vorbitoare de ucraineană (96,34%), existând în minoritate și vorbitori de rusă (3,38%).